# Неровнине
Неро́внине —  село в Україні, у Кролевецькій міській громаді Конотопського району Сумської області. Населення становить 37 осіб. До 2020 орган місцевого самоврядування — Буйвалівська сільська рада.

## Географія
Село Неровнине примикає до села Буйвалове і знаходиться за 3 км від міста Кролевець. По селу протікає пересихаючий струмок.

## Історія
12 червня 2020 року, відповідно до розпорядження Кабінету Міністрів України № 723-р «Про визначення адміністративних центрів та затвердження територій територіальних громад Сумської області», село увійшло до складу Кролевецької міської громади.
19 липня 2020 року, в результаті адміністративно-територіальної реформи та ліквідації Кролевецького району, увійшло до складу новоутвореного Конотопського району.

## Символіка
На гербі зображено 2 перехрещених козацьких рівних списа, що є посиланням на назву села (герб є зворотно промовистим). По бокам зображені козацькі хрести. Внизу зображено септум (кільце, яке вставляли у ніс бикоподібним тваринам для їх утохомирювання) що є посиланням на село Буйвалове, з яким дуже сильно пов'язане. Зігнуте кільце також робить герб промовистим бо є вигнутим (нерівним).